# 坪井特殊車体
坪井特殊車体株式会社（つぼいとくしゅしゃたい、英語: Tsuboi Special Body ）は、静岡県焼津市に本社を置く、各種車両の設計製作メーカーである。
主にコンプレッサー車、検査測定車、移動販売車、消防車、ウィングボディ、テールゲートリフター「エレベーターゲート」などの製造・販売を行っている。

## 沿革
- 1972年6月1日 - 設立。
- 1985年 - ユニバーサルエリア第一号車製作
- 1987年 - ユニバーサルエリア7.0製作
- 1996年 - ダカール・ラリートラック部門参戦。チームスガワラの日野・レンジャーの荷台部分を手がけている。